# 舞鶴湾
舞鶴湾（まいづるわん）は、京都府舞鶴市の海岸の地形を形成する湾。若狭湾の南西部にあり、支湾となっている。湾奥には大きく二つに分かれ、舞鶴東港と舞鶴西港がある。英語表記はMaizuru Bay。

## 概要
舞鶴湾は若狭湾の一部をなし、湾口が北北東の方向を向いたY字の形状をしている。湾口の東側が博奕岬、西側が金ヶ岬である。
湾奥が東西に分かれる位置に戸島があるため湾内は静穏である。湾内の干満差が最大でも30cmと極めて小さい。平均水深20mで、また四方を300 - 400m級の山で囲まれていることから、強風や荒天を避けることができ、良港としての条件を備えている。また日本海から湾内を目視する事ができないため、軍事上の拠点として重要視された。1901年（明治34年）10月1日には舞鶴鎮守府が開庁されている。
戦後は大陸からの引揚げの拠点となり、平桟橋には13年にわたって約66万人の人々が祖国への帰還を果たした。その頃の岸壁の母は有名。また近年では舞鶴市の観光事業として舞鶴湾のリアス式海岸の景色の美しさを積極的にPRしている。1995年（平成7年）に開業した五老岳スカイタワーからの舞鶴湾の絶景は近畿百景第1位にも選ばれた。

## その他
- 2018年1月9日、太陽系の天体の地名に関する国際天文学連合のワーキンググループによって、土星の第6衛星タイタンの入り江 (Sinus) の一つが、舞鶴湾に因んで マイヅル入江 (Maizuru Sinus) と命名された[2]。